# Delgerkhaan, Khentii
Delgerkhaan (tiếng Mông Cổ: Дэлгэрхаан) là một sum của tỉnh Khentii tại miền đông Mông Cổ. Vào năm 2010, dân số của sum là 2.040 người.

## Địa lý
Sum có diện tích khoảng 3.986 km2. Trung tâm sum, Tsagaandevseg, nằm cách tỉnh lỵ Öndörkhaan 124 km và cách thủ đô Ulaanbaatar 232 km.

### Khí hậu
Delgerkhaan có khí hậu bán khô hạn. Nhiệt độ trung bình hàng năm ở trong khu vực là 4 °C. Tháng ấm nhất là tháng 7, khi nhiệt độ trung bình là 26 °C và lạnh nhất là tháng 1, với -21 °C. Lượng mưa trung bình hàng năm là 316 mm. Tháng mưa nhiều nhất là tháng 7, với lượng mưa trung bình 85 mm và khô nhất là tháng 1, với lượng mưa 2 mm.

## Kinh tế
Sum có một trường học, bệnh viện, trung tâm thương mại và nhà văn hóa.